# Gmina Kriwa Pałanka
Gmina Kriwa Pałanka, gmina Kriva Palanka (mac. Општина Крива Паланка) – gmina w północno-wschodniej Macedonii Północnej.
Graniczy z gminami: Rankowce od zachodu, Makedonska Kamenica, Kratowo i Koczani od południa oraz z Serbią i Bułgarią od północnego wschodu.
Skład etniczny
- 96,06% – Macedończycy
- 3,21% – Romowie
- 0,73% – pozostali

W skład gminy wchodzą:
- miasto: Kriwa Pałanka;
- 33 wsie: Bys, Basztewo, Borowo, Dłaboczica, Doborownica, Drenak, Dreńe, Duraczka Reka, Gabar, Gołema Crcorija, Gradec, Kiselica, Konopnica, Kostur, Koszari, Krkla, Krstow Doł, Łozanowo, Łuke, Mała Crcorija, Martinica, Meteżewo, Możdiwńak, Neraw, Ogut, Osicze, Podrżi Koń, Stanci, Tyłminci, Trnowo, Uzem, Warowiszte, Żidiłowo.